# Abdolonimo
 Abdolonimo  (também conhecido como Abdalonimo) foi um dos descendente dos reis de Sidon; a pobreza tinha-o reduzido a fazer-se jardineiro. Segundo a tradição, Alexandre "O grande", restabeleceu-o no trono.